# Alfons Kreußel
Alfons Kreußel (* 7. April 1910 in Nürnberg; † 3. April 1963 in Burghaig) war ein deutscher Politiker der CSU.

## Leben
Nach seinem Abitur studierte Kreußel evangelische Theologie, Philosophie, Germanistik und Geschichte in Bonn, Leipzig und Erlangen. Während seines Studiums wurde er Mitglied des Leipziger und Nürnberger Wingolf. Zum 1. März 1932 trat er der NSDAP bei (Mitgliedsnummer 1.006.841). Ab 1937 war er zunächst als Vikar im landeskirchlichen Dienst tätig, im Jahr darauf begann er als Religionslehrer an einer höheren Schule in Regensburg. 1946 wechselte er als Pfarrer nach Dinkelsbühl, von 1954 an unterrichtete er als Dozent Religionslehre und Religionspädagogik an der Pädagogischen Hochschule München-Pasing.
Ende 1945 beteiligte sich Kreußel an der Gründung der CSU in Regensburg. Er gehörte dem Landesvorstand und dem geschäftsführenden Landesvorstand der CSU an. Auch an der Gründung des Evangelischen Arbeitskreises 1952 war er beteiligt, er war auch bis 1962 der erste Vorsitzende der EAK der CSU. 1958 wurde er in den Bayerischen Landtag gewählt. Zwar verpasste er die Wiederwahl 1962, doch rückte er am 18. Februar 1963 für den verstorbenen Max Jüngling nach. Jedoch verstarb Kreußel nur wenige Wochen später, sein Nachrücker im Landtag war Georg Kügel.